# La noia (film 1963)
La noia è un film del 1963, diretto da Damiano Damiani e tratto dal romanzo omonimo di Alberto Moravia.
Cédric Kahn nel 1998 ha diretto in francese un film uscito in Italia con lo stesso titolo.
Il personaggio del pittore Balestrieri è interpretato da Leonida Repaci, nelle insolite vesti di attore.

## Trama
Dino, pittore per diletto, non dipinge più da tempo a causa della noia. Ricco rampollo orfano di padre, vive un'esistenza piatta, priva di novità. Lasciata la villa in via Appia, Dino prende uno studio in via Margutta, mantenuto dai possedimenti materni. Lì accanto vive un anziano pittore, Balestrieri, che muore probabilmente a causa di un malore dopo un intenso rapporto sessuale con l'amante-modella diciassettenne Cecilia. Dino inizia con la ragazza una relazione di carattere sessuale ma proprio nel momento in cui, assalito dalla noia, medita di lasciarla, Cecilia non si presenta al solito appuntamento. La ragazza ammette di frequentare un attore disoccupato, Luciani, e nasce in Dino un improvviso sentimento di possesso. Dopo vari pedinamenti e scenate di gelosia, Dino prende l'abitudine di pagare la ragazza dopo i loro appuntamenti, con quei soldi che egli aveva sempre sottovalutato e disprezzato.
La situazione degenera quando, per impedire a Cecilia di partire per un soggiorno a Capri con l’amante, Dino le propone di sposarlo, ricevendo un netto rifiuto. Angosciato, Dino tenta il suicidio schiantandosi contro un muro con la sua automobile. Ma si risveglia in ospedale e decide di dare inizio a una nuova vita, riprendendo i contatti con la realtà e ristabilendo il rapporto con sua madre. Cecilia, dopo essere stata lasciata da Luciani, torna a Roma e scopre che Dino è oramai libero dalle catene della noia.

## Riconoscimenti
David di Donatello 1964
– Targa d'oro a Catherine Spaak